# Mokropsy

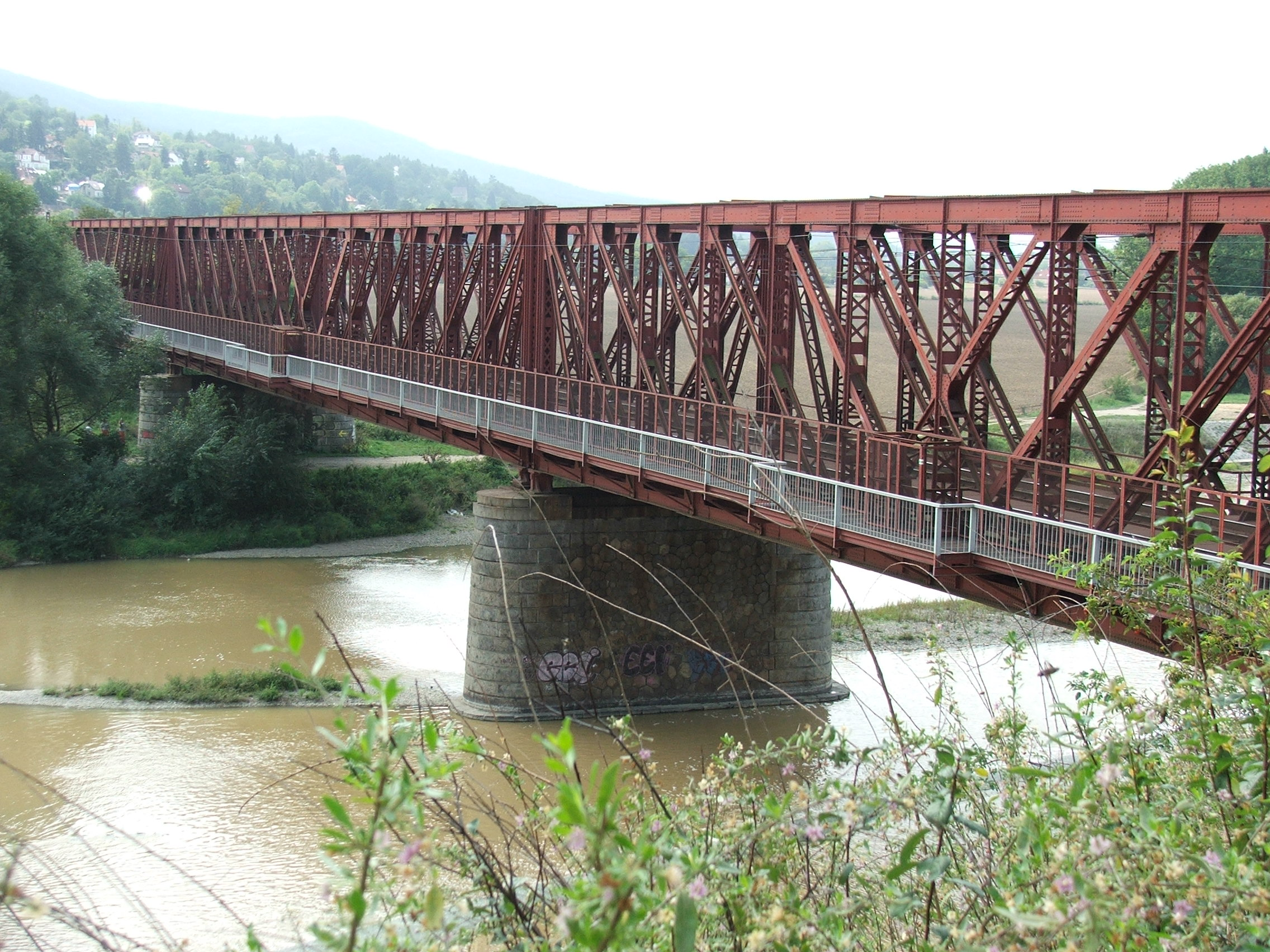
Železniční most přes Berounku v Mokropsech

Mokropsy je název dvojice vesnic nacházející se v dnešním okrese Praha-západ. Dolní Mokropsy jsou součástí katastrálního území Černošice města Černošice. Horní Mokropsy (v minulosti též Velké nebo Větší Mokropsy) jsou nyní součástí katastrálního území a obce Všenory.
První písemná zmínka o vsi Mokropsy (bez rozlišení, zda jde o horní, nebo o dolní) je z roku 1088, kdy král Vratislav daroval vyšehradské kapitule „dvoje popluží a rybáře Modlatu a Šumu v Mokropsech″ (falzum z 12. století, jehož věrohodnost není popírána). Dolní Mokropsy byly připojeny k Černošicím roku 1950.
V Dolních Mokropsech je železniční zastávka Černošice-Mokropsy. Horní a Dolní Mokropsy spojuje přes Berounku železniční most na trati 171 s chodníkem pro pěší a cyklisty. Nedaleko železniční zastávky Černošice-Mokropsy býval přívoz ke Kazínu. V roce 2007 byl jeho provoz zrušen. U železničního mostu je na Berounce jez.